# 차진욱 (성우)
차진욱(음력 1975년 4월 24일~)은 대한민국의 성우이다. 2005년 KBS에 입사했으며 현재는 KBS 31기다. 한국방송 성우극회 소속이다.

## 출연 작품

### 애니메이션
- 레미제라블 소녀 코제트 (애니원) - 졸리
- 블랙잭 OVA (애니박스)
- 갓슈벨 (챔프) - 다르모스
- 클라나드 (애니박스) - 신사
- 보이스터 (애니맥스) - 제인

### 애니메이션 영화
- xxx HOLIC 극장판 - 한 여름의 꿈 (애니박스)

### 외화
- 닥터후 시즌 7 (KBS) - 데이브 오스왈드(마이클 딕슨), 성가대원(크리스 엔더슨)
- 말할 수 없는 비밀 (KBS) - 레코드 가게 점원(장제)
- 블랙 벌룬 (KBS) - 딘의 친구(아론 글레네인)
- 토치우드 (KBS) - 니콜라스 (켈빈 유)
- 재회 (KBS)

### 영화
- 탐정 홍길동: 사라진 마을 - 아나운서 목소리 출연